# Kenan Bajramović
Pour les articles homonymes, voir Bajramović.
Kenan Bajramović, né le 24 mai 1981, à Zenica, dans la République socialiste de Bosnie-Herzégovine, est un joueur bosnien de basket-ball. Il évolue au poste d'ailier fort.

## Biographie
En février 2014, Bajramović signe un contrat avec le Beşiktaş. Il resigne avec le club turc en octobre.
En août 2016, Bajramović signe un contrat d'un an avec Cholet Basket.

## Palmarès
- Champion de Bosnie-Herzégovine 2005
- Vainqueur de la coupe de Bosnie-Herzégovine 2005
- Champion d'Ukraine 2006, 2007
- Vainqueur de la coupe d'Ukraine 2006